# Liste von Mühlen am Löbauer Wasser
Die Liste von Mühlen am Löbauer Wasser gibt eine Übersicht über die historischen Wassermühlen am Löbauer Wasser einschließlich der Quellflüsse Großschweidnitzer Wasser und Cunnersdorfer Wasser sowie den Zuflüssen Rosenbach, Kotitzer Wasser, Kupritzer Wasser, Wuischker Wasser und Albrechtsbach in der Oberlausitz unabhängig davon, ob sie noch existieren oder bereits verfallen und abgerissen sind. Es wurden etwa 100 Mühlenstandorte am Löbauer Wasser und seinen Zuflüssen erfasst. Viele Mühlen existieren nicht mehr, einige sind umgebaut und dienen anderen Zwecken.
Bei Mühlen, die unter Denkmalschutz stehen, kann über die ID-Nummer der jeweilige Denkmaltext aus der sächsischen Denkmalliste aufgerufen werden. Die historische Bedeutung der Mühlen als Einzeldenkmale ergibt sich aus dem Denkmaltext des Landesamts für Denkmalpflege Sachsen.

## Legende
- Bild: zeigt ein Bild der Mühle und gegebenenfalls zusätzlich einen Link zu weiteren Fotos im Medienarchiv Wikimedia Commons.
- Bezeichnung: Name der Mühle und gegebenenfalls Bauwerksname des Kulturdenkmals
- Lage: Ortsteil bzw. Gemarkung sowie Straßenname und Hausnummer. Der Link Karte führt zur Kartendarstellung.
- Datierung: gibt das Jahr der Fertigstellung oder den Zeitraum der Errichtung an.
- Beschreibung: Angabe baulicher und geschichtlicher Einzelheiten, von Denkmaleigenschaften sowie ehemaligen Besitzern oder Bewohnern der Mühle
- ID: Falls die Mühle ein Kulturdenkmal ist, ist hier die ID-Nr. des Landesamts für Denkmalpflege Sachsen angegeben. Ein ggf. vorhandenes Icon  führt zu den Angaben bei Wikidata.

## Liste von Mühlen am Großschweidnitzer Wasser
Die Liste der ehemaligen Mühlen ist entsprechend der örtlichen Lage am Flusslauf von der Quelle zur Mündung gegliedert.
| Bild                                    | Bezeichnung                                    | Lage                                               | Datierung | Beschreibung | ID       |
| --------------------------------------- | ---------------------------------------------- | -------------------------------------------------- | --------- | --- | -------- |
| Direkt Bild zu diesem Denkmal hochladen | Purschemühle Dürrhennersdorf                   | Dürrhennersdorf, Am Weidegut 3 (Karte)             |           | ehem. Purschemühle Dürrhennersdorf |          |
| Direkt Bild zu diesem Denkmal hochladen | Grafemühle oder Pfeifermühle Dürrhennersdorf   | Dürrhennersdorf, Schulweg 11 (Karte)               |           | ehem. Grafemühle oder Pfeifermühle Dürrhennersdorf |          |
| Direkt Bild zu diesem Denkmal hochladen | Brettmühle Dürrhennersdorf                     | Dürrhennersdorf, Schönbacher Straße (Karte)        |           | ehem. Brettmühle am Kuhberg in Dürrhennersdorf am Schönbacher Wasser, abgerissen, wüst |          |
| Direkt Bild zu diesem Denkmal hochladen | Zumpemühle (auch Purschemühle) Dürrhennersdorf | Dürrhennersdorf, Straße des Friedens 18 (Karte)    |           | ehem. Zumpemühle oder Purschemühle Dürrhennersdorf, Brettmühle |          |
|                                         | Höllenmühle Dürrhennersdorf                    | Dürrhennersdorf, Höllengrundweg 4 (Karte)          |           | ehem. Höllenmühle Dürrhennersdorf, auch Höllengrundmühle |          |
| Direkt Bild zu diesem Denkmal hochladen | Obermühle Großschweidnitz                      | Großschweidnitz, Ernst-Thälmann-Straße 91 (Karte)  | nach 1848 | ehem. Obermühle (auch Lammmühle) Großschweidnitz; Wohnmühlenhaus und zwei angebaute Seitengebäude (Mahlhaus, Scheune) eines Mühlengehöftes; Wohnmühlenhaus stattlicher, reich dekorierter Bau im Stil der Neorenaissance, architektonisch, technik- und ortshistorisch von Bedeutung, siehe auch . | 08960420 |
| Direkt Bild zu diesem Denkmal hochladen | Buschmühle oder Biermühle Großschweidnitz      | Großschweidnitz, August-Bebel-Straße 11-12 (Karte) | 1907      | ehem. Buschmühle oder Biermühle (auch Eichhörnchenmühle) Großschweidnitz; ehemaliges Duncanwerk. am Hutbergflössel, die sogenannte „Engelei“ |          |
| Direkt Bild zu diesem Denkmal hochladen | Teichmühle oder Heymannmühle Großschweidnitz   | Großschweidnitz, Goethestraße 4 (Karte)            |           | ehem. Teichmühle oder Heymannmühle Großschweidnitz |          |
| Direkt Bild zu diesem Denkmal hochladen | Auenmühle Großschweidnitz                      | Großschweidnitz, Emil-Mitzscherlich-Weg 7 (Karte)  |           | ehem. Auenmühle Großschweidnitz, siehe auch |          |
| Direkt Bild zu diesem Denkmal hochladen | Mittelmühle oder Belgermühle Großschweidnitz   | Großschweidnitz, Ernst-Thälmann-Straße 56 (Karte)  |           | ehem. Mittelmühle oder Belgermühle Großschweidnitz, später Ferienheim, jetzt Wohnhaus, siehe auch |          |
| Direkt Bild zu diesem Denkmal hochladen | Niedermühle Großschweidnitz                    | Großschweidnitz, Gustav-Albert-Straße 1 (Karte)    |           | ehem. Niedermühle Großschweidnitz |          |
| Direkt Bild zu diesem Denkmal hochladen | Weise-Mühle Kleindehsa                         | Kleindehsa, Lawalder Straße 4 (Karte)              |           | ehem. Weise-Mühle Kleindehsa (Sägemühle) an der Litte, jetzt Sägewerk |          |
| Weitere Bilder                          | Niedermühle Lawalde                            | Lawalde, Mühlweg 6 (Karte)                         | 1872      | ehem. Niedermühle Lawalde am Laubaer Wasser; Wohnmühlenhaus (Umgebinde), Stallgebäude, im Mühlenbau die fast vollständig erhaltene Technik, Mühlteich und Mühlgraben; baugeschichtlich, ortsgeschichtlich und technikgeschichtlich von Bedeutung. Wohnmühlenhaus mit Umgebinde, Obergeschoss Fachwerk, zum Teil verbrettert, Mühlengebäude massiv mit historischer Mühlentechnik, Mühlgraben ca. 900 m lang, einzig erhaltene Mühle von ursprünglich dreien im Ort. | 08960326 |
| Direkt Bild zu diesem Denkmal hochladen | Hofemühle Großschweidnitz                      | Großschweidnitz, Straße der Einheit 1 (Karte)      |           | ehem. Hofemühle des ehem. Ritterguts Großschweidnitz am Littewasser, hinter dem Krankenhaus für Psychiatrie |          |
| Direkt Bild zu diesem Denkmal hochladen | Grenzmühle Großschweidnitz                     | Großschweidnitz, Steinweg 2a (Karte)               |           | ehem. Grenzmühle Großschweidnitz, siehe auch |          |
| Direkt Bild zu diesem Denkmal hochladen | Wattemühle Kleinschweidnitz                    | Kleinschweidnitz, Steinweg 8 (Karte)               |           | ehem. Wattemühle Kleinschweidnitz oder Ernst-Belger-Mühle, siehe auch |          |
|                                         | Jüttlermühle Kleinschweidnitz                  | Kleinschweidnitz, Mühlweg 7 (Karte)                | 1845      | ehem. Jüttlermühle oder Seeligermühle Kleinschweidnitz; Wohnmühlenhaus und zwei Seitengebäude sowie Hofpflasterung eines Mühlengehöftes; ein in seiner Struktur erhaltenes und ortsgeschichtlich bedeutendes Mühlenanwesen. Benannt wurde die Mühle nach den Besitzern Karl Friedrich Jüttler und Gustav Hermann Seeliger, bis 1950 als Öl- und Mahlmühle in Betrieb, siehe auch                                                                                    | 08960461 |
| Direkt Bild zu diesem Denkmal hochladen | Beckelmühle Kleinschweidnitz                   | Kleinschweidnitz, Ebersdorfer Straße 9 (Karte)     | 1819      | ehem. Beckelmühle Kleinschweidnitz, jetzt Pension |          |

## Liste von Mühlen am Cunnersdorfer Wasser
Die Liste der ehemaligen Mühlen ist entsprechend der örtlichen Lage am Flusslauf von der Quelle zur Mündung gegliedert.
| Bild                                    | Bezeichnung                                   | Lage                                                   | Datierung | Beschreibung | ID       |
| --------------------------------------- | --------------------------------------------- | ------------------------------------------------------ | --------- | --- | -------- |
| Direkt Bild zu diesem Denkmal hochladen | Seeliger- oder Wolf-Mühle Obercunnersdorf     | Obercunnersdorf, Mittelweg 1 (Karte)                   |           | ehem. Mühle Obercunnersdorf; Wohnhaus und Scheune eines Zweiseithofes; Wohnhaus Obergeschoss Fachwerk, teils zweifarbig verschiefert, mit Korbbogenportal, Scheune massiv, in der Struktur erhaltenes Ensemble, ehemalige Mühle, orts- und baugeschichtlich von Bedeutung. | 08961939 |
| Weitere Bilder                          | Kirchmühle Obercunnersdorf                    | Obercunnersdorf, Bahnhofstraße 3 (Karte)               | 1743      | ehem. Kirchmühle Obercunnersdorf; Mühlenanwesen: Müllerwohnhaus (Umgebinde) mit Anbau, Granittrog im Hof; Wohnhaus Obergeschoss Fachwerk, zweifarbig verschiefert, schönes Korbbogenportal mit klassizistischer Tür, der Anbau ursprünglich Kirchmühlscheune, in den 1970er Jahren zum Wohnhaus umgebaut, ortshistorisch und architektonisch bedeutsam. | 08961891 |
| Weitere Bilder                          | Alte Rinnmühle Obercunnersdorf                | Obercunnersdorf, Hauptstraße 17 (Karte)                | 1770      | ehem. Rinnmühle Obercunnersdorf; Wohnhaus (Umgebinde), ehemalige Mühle; Obergeschoss Fachwerk, zweifarbig verschiefert; heimatgeschichtlich und baugeschichtlich von Bedeutung. | 08961849 |
| Direkt Bild zu diesem Denkmal hochladen | Obermühle Niedercunnersdorf                   | Niedercunnersdorf, Obere Hauptstraße 33–34 (Karte)     | 1861      | ehem. Obermühle (auch Brandt- oder Hosenmühle) Niedercunnersdorf; Mühle, bestehend aus drei Gebäuden; straßenbildprägendes Ensemble von technik- und ortshistorischer Bedeutung, Technik (zum Teil 1920er Jahre) vorhanden. | 08961641 |
| Direkt Bild zu diesem Denkmal hochladen | Schmiedsmühle Niedercunnersdorf               | Niedercunnersdorf, Obercunnersdorfer Straße 38 (Karte) |           | ehem. Schmiedsmühle Niedercunnersdorf, Mahlmühle, später auch Brett- und Knochenmühle, 1900 durch Brand zerstört, jetzt Bauhof Niedercunnersdorf |          |
| Direkt Bild zu diesem Denkmal hochladen | Teichmühle Niedercunnersdorf                  | Niedercunnersdorf, Obercunnersdorfer Straße 26 (Karte) |           | ehem. Teichmühle (auch Beckel- oder Tempelmühle) Niedercunnersdorf, unterhalb von Tempels Teich, 1990 stillgelegt |          |
| Direkt Bild zu diesem Denkmal hochladen | Finkemühle Neucunnersdorf                     | Niedercunnersdorf, Neucunnersdorfer Straße 1 (Karte)   |           | ehem. Finkemühle (auch Dutschkemühle) in Neucunnersdorf am Finkenflössel, abgerissen |          |
| Weitere Bilder                          | Sternmühle Cunnersdorf; Gasthof »Drei Sterne« | Niedercunnersdorf, Wilhelm-Tempel-Platz 10 (Karte)     | 1770      | ehem. Sternmühle (auch Raudemühle) Cunnersdorf, später Gasthof „Drei Sterne“. Wohnhaus (Umgebinde), Gasthof; orts- und baugeschichtlich von Bedeutung, Obergeschoss Fachwerk, zweifarbig verschiefert, Umgebinde mit profilierten Säulen, Korbbogenportal mit originaler Tür, prägt das Platzbild mit Umgebinde links 3 Joche, Ständer profiliert, an der Giebelseite entfernt; profiliertes Haustürgewände mit altem Türblatt und zweistufiger Granittreppe; OG-Fenster in originaler Größe, Krüppelwalmdach mit Biberschwanzdeckung und drei Fledermausgaupen. | 08961605 |
|                                         | Neumannmühle Niedercunnersdorf                | Niedercunnersdorf, Mühlgrabenweg 6 (Karte)             | 1755      | ehem. Neumannmühle (auch Rinnmühle) Niedercunnersdorf, 1965 stillgelegt; Wohnmühlenhaus (Umgebinde) mit Anbau; Wohnmühlenhaus Obergeschoss Fachwerk teilweise verschalt, mit Korbbogenportal, ortsbildprägend durch Dachausbau, technik-, bau- und ortshistorisch von Bedeutung. | 08961621 |
| Weitere Bilder                          | Mittelmühle Niedercunnersdorf                 | Niedercunnersdorf, Alte Dorfstraße 20 (Karte)          |           | ehem. Mittelmühle (auch Richter- oder Kretschammühle) Niedercunnersdorf; Wohnmühlenhaus (Umgebinde) mit angebautem Mahlgebäude sowie Graben mit Steindeckerbrücke; Wohnhaus Obergeschoss Fachwerk verschiefert, Umgebinde mit profilierten Säulen, schönes Korbbogenportal, von technischem und ortshistorischem Interesse. | 08961525 |
| Direkt Bild zu diesem Denkmal hochladen | Steinmühle Niedercunnersdorf                  | Niedercunnersdorf, Niedere Hauptstraße 11 (Karte)      |           | ehem. Steinmühle Niedercunnersdorf, nach Brand 1942 nicht mehr in Betrieb, jetzt Wohnhaus |          |
| Direkt Bild zu diesem Denkmal hochladen | Niedermühle Niedercunnersdorf                 | Niedercunnersdorf, Ottenhainer Straße (Karte)          |           | ehem. Niedermühle (auch Kutschkemühle) Niedercunnersdorf, nach 1918 verfallen und abgerissen,genaue Lage unklar |          |
| Direkt Bild zu diesem Denkmal hochladen | Belgermühle Niedercunnersdorf                 | Niedercunnersdorf (Karte)                              |           | ehem. Belgermühle Niedercunnersdorf, genaue Lage unklar |          |
| Direkt Bild zu diesem Denkmal hochladen | Mühle Ottenhain                               | Ottenhain, Hauptstraße 46 (Karte)                      |           | ehem. Mühle Ottenhain am Krummbach |          |

## Liste von Mühlen am Löbauer Wasser
Die Liste der ehemaligen Mühlen ist entsprechend der örtlichen Lage am Flusslauf von der Quelle zur Mündung in die Spree gegliedert.
| Bild                                    | Bezeichnung                                            | Lage                                                    | Datierung         | Beschreibung | ID       |
| --------------------------------------- | ------------------------------------------------------ | ------------------------------------------------------- | ----------------- | --- | -------- |
| Direkt Bild zu diesem Denkmal hochladen | Gerbermühle oder Zimmermühle Ebersdorf                 | Ebersdorf, Liebesdörfel 8 (Karte)                       |                   | ehem. Gerbermühle oder Zimmermühle Ebersdorf, auch Hohlfeldmühle oder Beckelmühle, benannt nach Julius Hermann Beckel, am Cunnersdorfer Bach, siehe auch |          |
| Weitere Bilder                          | Walkmühle Ebersdorf                                    | Ebersdorf, Äußere Zittauer Straße 53 (Karte)            |                   | ehem. Walkmühle Ebersdorf, später Sägewerk Elssner, siehe auch |          |
| Weitere Bilder                          | Ober- oder Rittermühle Ebersdorf                       | Ebersdorf, Am Mühlgraben 1 (Karte)                      | 1894              | ehem. Ober- oder Rittermühle Ebersdorf; Wohnmühlenhaus und drei Seitengebäude eines Mühlenanwesens sowie alte Hofpflasterung und Mühlsteine im Hof; baugeschichtlich und ortsgeschichtlich von Bedeutung. | 08960644 |
| Direkt Bild zu diesem Denkmal hochladen | Höntschmühle Löbau                                     | Löbau, Ebersdorfer Weg 4 (Karte)                        |                   | ehem. Höntschmühle (auch Hänischmühle) Löbau, auch Hospitalmühle oder Spittelmühle, später Granitwerke J. Kumpf, jetzt Löbau-Granit GmbH, siehe auch |          |
| Direkt Bild zu diesem Denkmal hochladen | Oberlohmühle Löbau                                     | Löbau, Mühlenstraße 6 (Karte)                           |                   | ehem. Oberlohmühle Löbau, 1903 abgerissen, stand neben der Heilig-Geist-Kirche |          |
| Weitere Bilder                          | Niederlohmühle Löbau                                   | Löbau, Mühlenstraße 10 (Karte)                          |                   | ehem. Niederlohmühle oder Kleppermühle Löbau an der Seltenrein, zwischen Steinmühle und Lohmühle, an der Seltenrein nahe dem Löbauer Wasser, siehe auch |          |
| Weitere Bilder                          | Steinmühle Tiefendorf                                  | Löbau, Herwigsdorfer Straße 2 (Karte)                   | 1895              | ehem. Steinmühle Tiefendorf in Löbau; Mühlenwohnhaus; Steinmühle, Granit- und Syenitwerk im Besitz von Wilhelm Weiß, später Materiallager des VEB Lausitzer Granit, wirtschaftsgeschichtlich und baugeschichtlich von Bedeutung, siehe auch | 09304182 |
| Direkt Bild zu diesem Denkmal hochladen | Papiermühle Löbau                                      | Löbau, Vorwerkstraße 5 (Karte)                          |                   | ehem. Papiermühle Löbau, später Papierfabrik Gustav & Heinrich Beneke, 1992 abgerissen, siehe auch |          |
| Weitere Bilder                          | Mittelmühle Löbau                                      | Löbau, Vorwerkstraße 13 (Karte)                         |                   | ehem. Mittelmühle Löbau, auch Spittelmühle, siehe auch |          |
| Weitere Bilder                          | Wetzschkemühle Löbau                                   | Löbau, Viaduktweg (Karte)                               |                   | ehem. Wetzschkemühle Löbau, auch Höllemühle, unmittelbar am Eisenbahnviadukt, siehe auch |          |
| Weitere Bilder                          | Körbigsdorfer Mühle Löbau                              | Löbau, Laubaner Straße 39 (Karte)                       |                   | ehem. Körbigsdorfer Mühle (auch Knauf- oder Schüllermühle) Löbau, später Granitwerk und Steinschleiferei H. Kloß, vor der Straßenbrücke über das Löbauer Wasser, siehe auch |          |
| Weitere Bilder                          | Ölmühle Löbau                                          | Löbau, Georgewitzer Straße 62 (Karte)                   | spätes 19. Jh.    | ehem. Ölmühle Löbau in Georgewitz mit Fabrikantenvilla (ID-Nr. 08960559); Wehr des Löbauer Wassers für den Mühlgraben der Ölmühle und späteren Filzfabrik; orts-, baugeschichtliche und wirtschaftsgeschichtliche Bedeutung, siehe auch | 09307390 |
| Weitere Bilder                          | Wendlermühle Georgewitz                                | Georgewitz, Mühlweg 2 (Karte)                           |                   | ehem. Wendlermühle (auch Alte Mühle) Georgewitz, Brett- und Schneidemühle; Mühle des Gutsbesitzers Martschink, 1931 abgebrannt, siehe auch |          |
| Weitere Bilder                          | Neumühle oder Niedermühle Georgewitz                   | Georgewitz, Mühlweg 10 (Karte)                          |                   | ehem. Neumühle (auch Nieder- oder Scheffelmühle) Georgewitz |          |
| Weitere Bilder                          | Gemauerte Mühle Bellwitz                               | Bellwitz, Alte Lausitzer Straße 2 / Skalaweg 20 (Karte) | 1820              | ehem. Gemauerte Mühle Bellwitz; Mühlenanwesen mit Wohnmühlenhaus und Nebengebäude, Erdkeller, Wasserbecken, Brunnenring, Waschstelle mit Treppe, Taubenhaus, großem Granit-Wassertrog, Fußgängerbrücke und anderen teils zusammengetragenen Teilen, dazu die den Weg säumenden Eichen; später als Ausflugs-Restaurant genutzt, baugeschichtlich und ortsgeschichtlich von Bedeutung. | 08960605 |
| Weitere Bilder                          | Oppelner Mühle                                         | Oppeln, Alte Lausitzer Straße 1 (Karte)                 | Anfang 19. Jh.    | ehem. Oppelner Mahlmühle, auch Waldmühle oder Schäfermühle Oppeln; Mühlengebäude mit Anbau, Nebengebäude, Erdkeller, dem gemauerter Mühlgraben mit Regulierungs- und Absperrvorrichtung und Mühlenkanal eines Wassermühlenanwesens; am Löbauer Wasser gelegen, Mühlengebäude Obergeschoss Fachwerk, Nebengebäude Fachwerk, baugeschichtlich, ortsgeschichtlich und technikgeschichtlich von Bedeutung, siehe auch | 08960608 |
| Weitere Bilder                          | Wassermühle Kleinradmeritz oder Kleinradmeritzer Mühle | Kleinradmeritz, Schlossweg 8 (Karte)                    |                   | ehem. Wassermühle Kleinradmeritz oder Kleinradmeritzer Mühle, durch Brand zerstört, siehe auch |          |
| Weitere Bilder                          | Wassermühle Glossen                                    | Glossen, Oppelner Straße 6 (Karte)                      | um 1800           | ehem. Wassermühle Glossen; Wohnmühlenhaus und Wehr; Haus mit mächtigem Mansarddach, baugeschichtlich und ortsgeschichtlich von Bedeutung, siehe auch | 08960603 |
| Weitere Bilder                          | Wassermühle Grube                                      | Nostitz 78 (Karte)                                      | 1870              | ehem. Wassermühle Grube; Mühlengebäude mit Mühlentechnik und angebautem Wohnhaus eines Mühlenanwesens; baugeschichtlich, ortsgeschichtlich und technikgeschichtlich von Bedeutung. | 09251873 |
| Weitere Bilder                          | Wassermühle Lautitz                                    | Lautitz, Weg an der Löbau 2 (Karte)                     | 1808              | ehem. Lautitzer Mühle; Wohnmühlenhaus, Mahlhaus, Überfallwehr und der gesamte zweiteilige Graben der Mühle; Mühle bezeichnet 1808 im Schlussstein des Korbbogenportals, Ursprung älter, das Wehr bediente mit dem Mühlgraben auch die Befüllung des Schloßteiches, baugeschichtlich, ortsgeschichtlich und technikgeschichtlich von Bedeutung. | 08960597 |
| Weitere Bilder                          | Maltitzer Mühle                                        | Maltitz 59 (Karte)                                      |                   | ehem. Maltitzer Mühle, das Mühlengehöft ist 1981 abgebrannt, danach abgerissen, nur noch zwei Nebengebäude erhalten |          |
| Weitere Bilder                          | Sägemühle Wasserkretscham                              | Maltitz, Wasserkretscham 1 (Karte)                      |                   | ehem. Bretschneide- und Ölmühle, jetzt Sägewerk Schade Wasserkretscham |          |
| Weitere Bilder                          | Teichmühle Buchholz                                    | Buchholz, Wasserkretscham (Karte)                       |                   | ehem. Teichmühle Buchholz, Getreidemahlmühle, 1945 abgebrannt |          |
| Weitere Bilder                          | Obermühle Weißenberg                                   | Weißenberg, Brauhausstraße 3; 5; 6; 11 (Karte)          | um 1885           | ehem. Obermühle (Getreidemühle), Großmühle, Geha-Mühlen; Wohnmühlengebäude, Wohnhaus, Speicher (Getreidesilo) und Scheune eines Mühlenanwesens; Wohnmühlengebäude mit Mühlentrakt, Turbinenhaus einschl. Turbine und Wohnteil, letzterer wohl das alte Wohnhaus des Müllers, baugeschichtlich, ortsgeschichtlich und technikgeschichtlich von Bedeutung, siehe auch | 09251820 |
| Weitere Bilder                          | Mittelmühle Weißenberg                                 | Weißenberg, Mühlbergstraße 26 (Karte)                   | um 1890           | ehem. Mittelmühle (auch Nitzschkemühle) Weißenberg, Getreidemühle, später Dampfmühle Max Nitschke; Mühlengebäude und Wohnhaus eines Mühlenanwesens; ehemalige Dampfmühle, heute Getreidemühle (Geha-Mühle), baugeschichtlich, ortsgeschichtlich und technikgeschichtlich von Bedeutung, siehe auch | 09251808 |
| Weitere Bilder                          | Niedermühle Weißenberg                                 | Weißenberg, Zur Rudolphmühle 1 (Karte)                  | um 1850           | ehem. Niedermühle Weißenberg, auch Rudolphmühle; Westliches Wohnmühlenhaus, daran anschließendes nördliches Turbinenhaus mit Dampf-Lokomobile, mittiges Wohnstallhaus mit Oberlaube und nördlich angebautem Scheunenteil sowie nordöstliches Seitengebäude eines Mühlenanwesens. Mühlgraben und Reste des Wehrs; nach Süden offenen Hofanlage, westliches Wohnmühlenhaus Bruchstein verputzt, nördliches Turbinenhaus / Radstube als Standort der ehem. Dampfmaschine zur Überbrückung von Zeiten des Turbinenausfalls, Wohnstallhaus Obergeschoss Fachwerk verputzt mit hofseitiger Oberlaube, nördlicher Scheunenteil ruinös, nur Erdgeschoss-Bereich erhalten, nordöstliches Seitengebäude Obergeschoss Fachwerk, weitgehend authentisch erhaltener, historisch gewachsener Gebäudekomplex mit hohem Originalitätsgrad der einzelnen Baulichkeiten, ortsgeschichtlich interessant, Bedeutung für Technik- und Produktionsgeschichte und Seltenheitswert, siehe auch | 09250512 |
| Weitere Bilder                          | Wuischker Mühle                                        | Wuischke 11 (Karte)                                     |                   | ehem. Wuischker Mühle (auch Schmidt-Mühle Wuischke), am Gröditzer Viadukt, abgerissen (wüst). Denkmalschutz gestrichen. | 09251833 |
| Weitere Bilder                          | Gröditzer Mühle                                        | Gröditz, An der Skala 2 (Karte)                         |                   | ehem. Gröditzer Mühle, später Sägewerk |          |
| Weitere Bilder                          | Riegelmühle Nechern                                    | Nechern, Riegelstraße 15a; 15b (Karte)                  | um 1760           | ehem. Riegelmühle Nechern; Südliches Mühlengebäude (Nr. 15a) mit technischer Ausstattung, nördliches Wohnstallhaus (Nr. 15b) und westliches Seitengebäude eines Mühlengehöfts sowie Garten mit Einfriedung und Wehr auf gegenüberliegender Straßenseite; technik- und produktionsgeschichtliche und ortsgeschichtliche Bedeutung. | 08967681 |
| Weitere Bilder                          | Koselmühle Belgern                                     | Belgern, Koselstraße 2 (Karte)                          |                   | ehem. Koselmühle Belgern |          |
| Weitere Bilder                          | Schneidermühle Cannewitz                               | Cannewitz, Zum Mühlteich 4 (Karte)                      |                   | ehem. Schneidermühle Cannewitz |          |
| Weitere Bilder                          | Mühle Rackel                                           | Rackel, Zum Löbauer Wasser 27 (Karte)                   | 2. Hälfte 19. Jh. | ehem. Mühle Rackel; Wohnmühlengebäude mit annähernd vollständig erhaltener Technik, mit nördlichem, giebelständigem Technikanbau (mit Wasserrad im Inneren), nördliches Nebengebäude, Steindeckerbrücke, Mühlgraben, Wehr und eines Mühlenanwesens; baugeschichtlich und technikgeschichtlich von Bedeutung. | 09250263 |
| Weitere Bilder                          | Vogelmühle Baruth                                      | Baruth bei Bautzen, Mühlweg 4 (Karte)                   | 1815              | ehem. Vogelmühle Baruth oder Baruther Mühle; Wohnhaus und Mühlengebäude über winkligem Grundriss mit Mühlgraben; Wohnhaus Obergeschoss Fachwerk, Granittürstock, baugeschichtlich, ortsgeschichtlich und technikgeschichtlich von Bedeutung. | 09252057 |
| Direkt Bild zu diesem Denkmal hochladen | Mühle Guttau                                           | Guttau (Karte)                                          |                   | ehem. Mühle Guttau, nahe heutiger Straße Am Auewald |          |
| Direkt Bild zu diesem Denkmal hochladen | Mühle Lömischau                                        | Lömischau (Karte)                                       |                   | ehem. Mühle Lömischau, genaue Lage unklar |          |

## Liste von Mühlen am Rosenbach
Die Liste der ehemaligen Mühlen ist entsprechend der örtlichen Lage am Flusslauf von der Quelle zur Mündung gegliedert.
| Bild                                    | Bezeichnung                                          | Lage                                         | Datierung      | Beschreibung | ID       |
| --------------------------------------- | ---------------------------------------------------- | -------------------------------------------- | -------------- | --- | -------- |
| Direkt Bild zu diesem Denkmal hochladen | Mühle Herwigsdorf                                    | Herwigsdorf (Karte)                          | frühes 19. Jh. | ehem. Mühle Herwigsdorf; Mühlengehöft mit Wohnhaus mit angebautem Wirtschaftsgebäude und rückwärtiger Scheune; ortsgeschichtlich von Bedeutung, Massivbauten mit Krüppelwalmdach von ortsbildprägender Wirkung gegenüber dem Kirchhof.                                               | 08962820 |
| Direkt Bild zu diesem Denkmal hochladen | Niedermühle Herwigsdorf                              | Herwigsdorf (Karte)                          |                | ehem. Niedermühle Herwigsdorf, genaue Lage unklar |          |
| Direkt Bild zu diesem Denkmal hochladen | Obermühle Bischdorf                                  | Bischdorf, Untere Dorfstraße 94–96 (Karte)   |                | ehem. Obermühle Bischdorf |          |
|                                         | Mittelmühle Bischdorf                                | Bischdorf, Untere Dorfstraße 33 (Karte)      |                | ehem. Mittelmühle Bischdorf |          |
| Weitere Bilder                          | Gutsmühle Niederbischdorf oder Niedermühle Bischdorf | Bischdorf, Untere Dorfstraße 7 (Karte)       | 1834           | ehem. Gutsmühle Niederbischdorf, zum Rittergut Niederbischdorf gehörend; Einzeldenkmal der Sachgesamtheit Rittergut Niederbischdorf: Rittergut mit Schloss und zwei Wirtschaftsgebäuden an der Straße sowie Mühle (Nr. 7), ortsgeschichtlich und technikgeschichtlich von Bedeutung. | 09303846 |
| Direkt Bild zu diesem Denkmal hochladen | Ritter-Gutsmühle Wendisch-Cunnersdorf                | Wendisch-Cunnersdorf, Am Grundwasser (Karte) |                | ehem. Ritter-Gutsmühle Wendisch-Cunnersdorf, genaue Lage unklar |          |
| Weitere Bilder                          | Obermühle Rosenhain                                  | Rosenhain, Im Wiesengrund 1 (Karte)          | 1882           | ehem. Obermühle Rosenhain |          |
| Direkt Bild zu diesem Denkmal hochladen | Niedermühle Rosenhain                                | Rosenhain (Karte)                            |                | ehem. Niedermühle Rosenhain |          |
| Weitere Bilder                          | Gutsmühle Rosenhain                                  | Rosenhain, Am Gut (Karte)                    |                | ehem. Gutsmühle Rosenhain |          |
| Weitere Bilder                          | Buschmühle Bellwitz                                  | Bellwitz, Buschmühlenweg 11; 13 (Karte)      | um 1850        | ehem. Buschmühle Bellwitz; Wohnhaus und zwei Wirtschaftsgebäude eines Mühlenanwesens; historischen Gebäude aus Bruchstein, baugeschichtlich und ortsgeschichtlich von Bedeutung. | 09303029 |

## Liste von Mühlen am Kotitzer Wasser und am Kupritzer Wasser
Die Liste der ehemaligen Mühlen ist entsprechend der örtlichen Lage am Flusslauf von der Quelle zur Mündung gegliedert.
| Bild                                    | Bezeichnung                                   | Lage                                            | Datierung         | Beschreibung | ID       |
| --------------------------------------- | --------------------------------------------- | ----------------------------------------------- | ----------------- | --- | -------- |
| Weitere Bilder                          | Ober- oder Lowkemühle Breitendorf             | Breitendorf, Hauptstraße 7 (Karte)              |                   | ehem. Ober- oder Lowkemühle Breitendorf am Buttermilchwasser |          |
| Weitere Bilder                          | Niedermühle Breitendorf                       | Breitendorf, Niedermühle 1 (Karte)              |                   | ehem. Niedermühle Breitendorf am Buttermilchwasser |          |
| Weitere Bilder                          | Obermühle; Klarmühle; Klarsche Mühle Kohlwesa | Kohlwesa 26 (Karte)                             | um 1850           | ehem. Obermühle Kohlwesa am Kotitzer Wasser; Südliches Auszugshaus mit angebautem Seitengebäude und zwei nördliche, im Winkel zueinander stehende Scheunen eines Mühlenanwesens; Auszugshaus Obergeschoss Fachwerk, Natursteingewände, Satteldach mit Fledermausgaupe, Seitengebäude massiv, Scheunen verputzte Bruchsteinbauten, baugeschichtlich, ortsgeschichtlich und technikgeschichtlich von Bedeutung. | 09251665 |
| Weitere Bilder                          | Niedermühle Kohlwesa                          | Kohlwesa 29 (Karte)                             | um 1850           | ehem. Niedermühle Kohlwesa am Kotitzer Wasser; Nördliches Wohnmühlenhaus mit Mühlentechnik und südwestliche Scheune eines Mühlenanwesens; Wohnmühlenhaus dreigeschossiger Bruchsteinbau mit Satteldach, Scheune verputzter Bruchsteinbau mit Krüppelwalmdach, baugeschichtlich, ortsgeschichtlich und technikgeschichtlich von Bedeutung.                                                                     | 09304344 |
| Weitere Bilder                          | Fiedlermühle Kleinzschorna                    | Zschorna 32 (Karte)                             |                   | ehem. Fiedlermühle Kleinzschorna am Kotitzer Wasser |          |
| Weitere Bilder                          | Lausker Mühle                                 | Lauske 26 (Karte)                               | 1816              | ehem. Lausker Mühle am Kotitzer Wasser; Wohnmühlengebäude über L-förmigem Grundriss, nördlicher Scheunenanbau, südliches Seitengebäude und Steindeckerbrücke (sechs Steine) als Zufahrt; Wohnmühlengebäude Obergeschoss Fachwerk verbutzt, Scheune verbrettert, Seitengebäude Bruchsteinbau. | 09252018 |
| Weitere Bilder                          | Kotitzer Mühle                                | Kotitz, Jan-Kilian-Straße 3 (Karte)             |                   | ehem. Kotitzer Mühle am Kotitzer Wasser |          |
| Weitere Bilder                          | Lehner Mühle                                  | Lehn 30 (Karte)                                 |                   | ehem. Lehner Mühle am Kuppritzer Wasser |          |
| Weitere Bilder                          | Liebig-Mühle Plotzen                          | Plotzen 35 (Karte)                              | 1787              | ehem. Liebig-Mühle Plotzen am Kupritzer Wasser. Östliches Wohnmühlenhaus, nördliches Seitengebäude und westliche Scheune eines Mühlenanwesens sowie Torbogen, Mühlteich und Reste des gemauerten Mühlgrabens (am Wohnhaus); Wohnmühlenhaus, Obergeschoss Fachwerk, baugeschichtlich und ortsgeschichtlich von Bedeutung.                                                                                      | 09251674 |
| Weitere Bilder                          | Ölmühle Kuppritz                              | Kuppritz 26 (Karte)                             | 1802              | ehem. Ölmühle Kuppritz am Kupritzer Wasser. Wohnmühlenhaus, Scheune und Seitengebäude eines Mühlenanwesens; Ölmühle, verputzte Bruchsteinbauten, Wohnmühlenhaus mit Drempel und Krüppelwalmdach, baugeschichtlich, ortsgeschichtlich und technikgeschichtlich von Bedeutung. | 09251646 |
| Weitere Bilder                          | Pommritzer Mühle                              | Pommritz 28 (Karte)                             |                   | ehem. Pommritzer Mühle am Kupritzer Wasser |          |
| Weitere Bilder                          | Knochenmühle Niethen                          | Niethen 6 (Karte)                               |                   | ehem. Knochenmühle Niethen am Kupritzer Wasser |          |
| Weitere Bilder                          | Krujatz-Mühle Rodewitz                        | Rodewitz 37 (Karte)                             |                   | ehem. Krujatz-Mühle Rodewitz am Kupritzer Wasser. Wohnmühlenhaus eines Mühlenanwesens; zeittypischer Putzbau mit Drempel und Satteldach, baugeschichtlich und ortsgeschichtlich von Bedeutung. | 09251687 |
| Weitere Bilder                          | Obermühle Drehsa                              | Drehsa, OT von Weißenberg Oberdrehsa 16 (Karte) |                   | ehem. Obermühle Drehsa am Drehsaer Wasser |          |
| Weitere Bilder                          | Wurschener Mühle                              | Wurschen, Mühlweg 1 (Karte)                     |                   | ehem. Wurschener Mühle am Kotitzer Wasser |          |
| Direkt Bild zu diesem Denkmal hochladen | Mühle Buchwalde                               | Buchwalde, Zur Alten Mühle 7 (Karte)            | 1. Hälfte 19. Jh. | ehem. Mühle Buchwalde an der Ritschka. Wohnstallhaus mit Scheune und Mühlengebäude über winkligem Grundriss; Obergeschoss Fachwerk, Krüppelwalmdach, baugeschichtlich, ortsgeschichtlich und technikgeschichtlich von Bedeutung. | 09251347 |

## Liste von Mühlen am Wuischker Wasser und am Albrechtsbach
Die Liste der ehemaligen Mühlen ist entsprechend der örtlichen Lage am Flusslauf von der Quelle zur Mündung gegliedert.
| Bild                                    | Bezeichnung                | Lage                                          | Datierung | Beschreibung | ID       |
| --------------------------------------- | -------------------------- | --------------------------------------------- | --------- | --- | -------- |
| Weitere Bilder                          | Niedere Mühle Wuischke     | Wuischke 3 (Karte)                            | 1790      | ehem. Niedermühle oder Rittermühle Wuischke am Wuischker Wasser. Wohnmühlenhaus, Mühlstein und zwei Wassergräben eines Mühlenanwesens; Obergeschoss Fachwerk, baugeschichtlich und ortsgeschichtlich von Bedeutung. | 09251717 |
| Weitere Bilder                          | Meschwitzer Mühle          | Meschwitz 1 (Karte)                           | 1831      | ehem. Meschwitzer Mühle am Wuischker Wasser. Wohnhaus, Seitengebäude und Mühlgraben eines Mühlenanwesens; Wohnhaus Putzbau mit Krüppelwalmdach, Seitengebäude Obergeschoss Fachwerk, Satteldach, baugeschichtlich und ortsgeschichtlich von Bedeutung. | 09251596 |
| Weitere Bilder                          | Rachlauer Mühle            | Rachlau 12 (Karte)                            | 1825      | ehem. Rachlauer Mühle am Pielitzer Wasser. Wohnmühlenhaus (Umgebinde) mit Mühlteich, Scheune, Einfriedung und Hofpflasterung; Wohnmühlenhaus Obergeschoss Fachwerk verbrettert, Korbbogenportal, baugeschichtlich, technikgeschichtlich und ortsgeschichtlich von Bedeutung. | 09251960 |
| Weitere Bilder                          | Soritzer Mühle             | Soritz 12 (Karte)                             | 1802      | ehem. Soritzer Mühle am Wuischker Wasser. Wohnmühlenhaus und Scheune der ehemaligen Mühle; Wohnmühlenhaus Obergeschoss Fachwerk verputzt, zwei Korbbogenportale mit Schlussstein, massive Bruchsteinscheune mit Drempel und Krüppelwalmdach, baugeschichtlich, ortsgeschichtlich und technikgeschichtlich von Bedeutung.                                                                             | 09253684 |
| Weitere Bilder                          | Obermühle Blösa            | Blösa 1c (Karte)                              |           | ehem. Obermühle Blösa am Wuischker Wasser |          |
| Weitere Bilder                          | Mittelmühle Blösa          | Blösa 12 (Karte)                              | 1748      | ehem. Mittelmühle Blösa (Knochenstampfe) am Wuischker Wasser; Mühlenstein der ehem. Knochenstampfe mit 5 Mahllöchern; technikgeschichtlich von Bedeutung. | 09301162 |
| Weitere Bilder                          | Niedermühle Blösa          | Blösa 24 (Karte)                              | 1840      | ehem. Niedermühle Blösa am Wuischker Wasser, später Gasthof Blösa. Mühlengebäude, zwei Mühlsteine, Steindeckerbrücke, zwei Portale des ehemaligen Gasthofes sowie talwärts stehendes Seitengebäude und gegenüber dem Mühlengebäude gelegene Bruchsteinmauer; bau- und ortsgeschichtliche Bedeutung; talwärts stehendes hohes Seitengebäude mit Fachwerk-Obergeschoss, auch wichtig für das Ortsbild. | 09251904 |
| Direkt Bild zu diesem Denkmal hochladen | Mühle Jenkwitz             | Jenkwitz, OT von Kubschütz, Mühlenweg (Karte) |           | ehem. Mühle Jenkwitz am Wuischker Wasser, genaue Lage unklar |          |
| Direkt Bild zu diesem Denkmal hochladen | Mühle Soculahora           | Soculahora (Karte)                            |           | ehem. Mühle Soculahora am Binnewitzer Bach, vermutlich abgerissen, genaue Lage unklar |          |
|                                         | Mühle Strehla              | Strehla, Czornebohstraße 69 (Karte)           |           | urspr. vermutlich eine Mühle am Albrechtsbach, ab 1893 ein Wasserwerk der Stadt Bautzen, bis 1996 in Betrieb |          |
|                                         | Mühle Nadelwitz            | Nadelwitz (Karte)                             |           | ehem. Mühle Nadelwitz am Albrechtsbach, genaue Lage unklar |          |
| Direkt Bild zu diesem Denkmal hochladen | Königsmühle Niederkaina    | Niederkaina, Niederkainaer Straße 33 (Karte)  |           | ehem. Königsmühle Niederkaina am Albrechtsbach, genaue Lage unklar |          |
| Direkt Bild zu diesem Denkmal hochladen | Mühle Niederkaina          | Niederkaina, Mühlweg 10 (Karte)               |           | ehem. Mühle Niederkaina am Albrechtsbach |          |
| Direkt Bild zu diesem Denkmal hochladen | Mühle Kreckwitz            | Kreckwitz (Karte)                             |           | ehem. Mühle Kreckwitz am Albrechtsbach, genaue Lage unklar |          |
| Weitere Bilder                          | Gutsmühle Purschwitz       | Purschwitz 4 (Karte)                          |           | ehem. Gutsmühle Purschwitz am Purschwitzer Mühlgraben |          |
|                                         | Mühle Bohott, Kleinbautzen | Kleinbautzen, Mühlstraße 5 (Karte)            | um 1820   | ehem. Mühle Bohott in Kleinbautzen am Albrechtsbach; ehemalige Wassermühle mit Technik; baugeschichtlich und technikgeschichtlich von Bedeutung. | 09252133 |
|                                         | Mühle Preititz             | Preititz, Lindenallee 5 (Karte)               |           | ehem. Mühle Preititz am Albrechtsbach |          |

## Liste von Mühlen am Schwarzwasser bzw. Dubrauker Fließ
Die Liste der ehemaligen Mühlen ist entsprechend der örtlichen Lage am Flusslauf von der Quelle zur Mündung gegliedert.
| Bild                                    | Bezeichnung                  | Lage                                   | Datierung | Beschreibung | ID       |
| --------------------------------------- | ---------------------------- | -------------------------------------- | --------- | --- | -------- |
| Direkt Bild zu diesem Denkmal hochladen | Mühle Gebelzig               | Gebelzig, Am Schloß 5 (Karte)          |           | ehem. Mühle Gebelzig, am Schwarzwasser, genaue Lage unklar                                                                                                  |          |
| Weitere Bilder                          | Gutsmühle Nieder-Gebelzig    | Gebelzig, Am Weinberg 1 (Karte)        | 1864      | ehem. Gutsmühle Nieder-Gebelzig am Schwarzwasser; Mühlengebäude, trotz Veränderungen denkmalrelevant, baugeschichtlich und ortsgeschichtlich von Bedeutung. | 09300892 |
| Direkt Bild zu diesem Denkmal hochladen | Rudakmühle Großsaubernitz    | Großsaubernitz, Rudakmühle 5-6 (Karte) |           | ehem. Rudakmühle Großsaubernitz |          |
| Direkt Bild zu diesem Denkmal hochladen | Mühle am Kobanteich Dubrauke | Dubrauke (Karte)                       |           | ehem. Mühle am Kobanteich Dubrauke am Kobanteich, genaue Lage unklar                                                                                        |          |
| Direkt Bild zu diesem Denkmal hochladen | Brettmühle Dubrauke          | Dubrauke, Schafbergstraße 6 (Karte)    |           | ehem. Brettmühle Dubrauke am Brettmühlenteich, am Dubrauker Fließ, genaue Lage unklar                                                                       |          |

## Landkarten-Archiv
- Messtischblatt Bautzen 419 (1910) (abgerufen am 16. August 2025)
- Messtischblatt Niesky 394 (1907) (abgerufen am 16. August 2025)